# Saison 7 de MacGyver
 (septembre 2019).
Si vous disposez d'ouvrages ou d'articles de référence ou si vous connaissez des sites web de qualité traitant du thème abordé ici, merci de compléter l'article en donnant les références utiles à sa vérifiabilité et en les liant à la section « Notes et références ».
Chronologie
Saison 6
Cet article présente le guide des épisodes de la septième saison de la série télévisée américaine MacGyver.

## Présentation
Cette septième et dernière saison est composée de quatorze épisodes diffusés de 1991 à 1992.

## Distribution

### Acteurs principaux
- Richard Dean Anderson : Angus MacGyver
- Dana Elcar : Peter Thornton (4 épisodes)

### Acteurs récurrents
- Michael Des Barres : Murdoc (1 épisode)
- Cleavon Little (VF : Pascal Renwick) : Frank Colton (1 épisode)
- Richard Lawson (VF : Sady Rebbot) : Jesse Colton (1 épisode)
- Cuba Gooding Jr. : Billy Colton (1 épisode)
- Bruce McGill : Jack Dalton (1 épisode)

## Épisodes

### Épisode 1:Un Grand-père pas comme les autres
- États-Unis : 16 septembre 1991 sur ABC
- France : 3 mai 1992 sur Antenne 2

- Shelley Berman (Abel Sherman)
- Lance LeGault (Elliott)
- David Naughton (LaManna)
- Ben Stein (Major Snead)
- Michael B. Tucci (en) (Philip)
- Time Winters (Perigot)

- Pete n'apparaît pas dans cet épisode.
- Deuxième et dernière apparition de Lance LeGault, incarnait le terrible Shérif Bodine dans l'épisode Jack en détresse (saison 3x07).
- Première apparition de Time Winters, il jouera Merlin dans le double épisode MacGyver le preux (E7 et E8).

### Épisode 2:Quiproquo
- États-Unis : 23 septembre 1991 sur ABC
- France : 19 avril 1992 sur Antenne 2

- Adrian Sparks (Mel Krasney)
- Kimberly Scott (Mama Lorraine)
- Rob Youngblood (Bobbie Lee)
- Nancy Sloan (Kelly Dobs)
- Sean O'Bryan (en) (Willie)
- Shawn Wayans (Robo)
- John Hostetter (Sergent Rudley)
- Wayne Duvall (Victor Nesbitt)

- Pete n'apparaît pas dans cet épisode.
- MacGyver roule à nouveau en Jeep Wrangler YJ.
- Le personnage de Kelly Dobs rappelle fortement celui de Penny Parker : elle veut devenir actrice, enchaîne les petits boulots et s'attire beaucoup d'ennuis.
- Première apparition de Mama Lorraine.
- Première apparition du sergent Rudley.

### Épisode 3:Obsession
- États-Unis : 30 septembre 1991 sur ABC
- France : 5 avril 1992 sur Antenne 2

- Wendie Malick (Cindy Finnegan)
- Geno Silva (en) (Pablo Delasora)
- Margarita Franco (Marietta Robles)
- Don Galloway (Bob Stryke)

- Dans cet épisode, Pete porte des lunettes sombres et utilise une canne blanche pour se déplacer.
- Deuxième et dernière apparition de Don Galloway, après avoir joué le Colonel John Collins dans l'épisode Fraternité voleurs (4x10).
- Septième et dernière apparition de Michael Des Barres et de son personnage de Murdoc, mais il reviendra dans 2 épisodes en tant que Nicholas Helman dans la reprise de MacGyver.

### Épisode 4:Le Syndrome de Prométhée
- États-Unis : 7 octobre 1991 sur ABC
- France : 26 avril 1992 sur Antenne 2

- Jenette Goldstein (Rachel Bradley)
- Jack McGee (Joe Roswell)
- Dave Florek (Ralph Boardman)
- Kimberly Scott (Mama Lorraine)
- Randolph Mantooth (en) (Earl Stringer)
- Eric Close (Le gardien)
- Misty Rowe (Betty)

- Pete n'apparaît pas dans cet épisode.
- Deuxième apparition de Mama Lorraine.
- Première apparition d'Eric Close sur le petit écran.
- Robert Ackerman qui joue le chef des pompiers aura un petit rôle dans le film Stargate.

### Épisode 5:Les Frères Colton
- États-Unis : 14 octobre 1991 sur ABC
- France : 23 juin 1992 sur Antenne 2

- Della Reese (Mama Colton)
- Richard Gant (Johnny Denmark)
- François Chau (Chi)
- Christopher Thomas (G. Irving Fielding)
- Irene Yah-Ling Sun (Loretta Fielding)
- James Hong (Kuang)
- Bill Dow (Danko)

- Pete n'apparaît pas dans cet épisode.
- Pour la première fois, les trois frères Colton sont réunis dans un même épisode. Leur mère Mama Colton, interprétée par Della Reese, est également présente. Cet épisode leur est d'ailleurs entièrement dédié, MacGyver n'apparaissant que quelques minutes ; il devait servir de pilote à un spin-off de la série avec les frères Colton en vedette. Cette saga n'a jamais vu le jour, et les frères Colton ne sont plus jamais apparus dans la série MacGyver.
- Deuxième et dernière apparition de Bill Down, il deviendra le Dr Bill Lee dans Stargate SG-1, Stargate Atlantis et Stargate Universe.

### Épisode 6:Mort vivant
- États-Unis : 21 octobre 1991 sur ABC
- France : 10 mai 1992 sur Antenne 2

- Kimberly Scott (Mama Lorraine)
- Thomas Mikal Ford (en) (VF : Pascal Renwick) : (Concasseur)
- Antonio Fargas (Colonel Devraux)
- Michael D. Roberts (VF : Sady Rebbot) :  (Dr Pierre Redemteur)
- John Hostetter (Sergent Rudley)
- Rawle D. Lewis (Le marcheur haïtien)

- Pete n'apparaît pas dans cet épisode.
- Troisième et dernière apparition de Mama Lorraine.
- Deuxième et dernière apparition du Sergent Rudley.
- Deuxième et dernière apparition de Michael D. Roberts.

### Épisode 7:MacGyver le preux (1/2)
- États-Unis : 4 novembre 1991 sur ABC
- France : 14 juin 1992 sur Antenne 2

- Dana Elcar (Pete / le Roi Arthur)
- Time Winters (Merlin)
- Christopher Collet (en) (Le marié / Sir Galaad)
- Colm Meaney (Dr Irwin Macolm)
- Peter Vogt (Un Chevalier de la Table Ronde)
- Christopher Neame (Duncan)
- Robin Strasser (en) (La Reine Morgane)
- David L. Considine (le troubadour)

- Quatrième et dernière apparition de Christopher Neame dans la série.
- Colm Meaney jouera Cowen dans Stargate Atlantis.

### Épisode 8:MacGyver le preux (2/2)
- États-Unis : 11 novembre 1991 sur ABC
- France : 21 juin 1992 sur Antenne 2

- Dana Elcar (Pete / le Roi Arthur)
- Time Winter (Merlin / Le médecin)
- Christopher Collet (en) (Sir Galahad / Le marié)
- Lynn Harbaugh (Cécilia / La mariée)
- Mark Holton (Le gardien #1)
- Harry Victor (Le gardien #2)
- Robin Strasser (en) (La Reine Morgane)

- Pour la première fois dans la série, le prénom de MacGyver est cité : Angus.
- Troisième et dernière apparition de Time Winters.

### Épisode 9:Muets comme la tombe
- États-Unis : 18 novembre 1991 sur ABC
- France : 7 juin 1992 sur Antenne 2

- Henry Gibson (Pinky Burnette)
- Tommy Hinkley (en) (Neil)
- Frederick Coffin (Karl)
- Zoe Trilling (Violet Meredith)

- Pete n'apparaît pas dans cet épisode.
- Deuxième et dernière apparition de Henry Gibson. Il jouera Marul dans Stargate SG-1 (S5-E20)

### Épisode 10:Poings d'honneur
- États-Unis : 2 décembre 1991 sur ABC
- France : 17 mai 1992 sur Antenne 2

- Dick Butkus (Earl Dent)
- Sam Scarber (en) (Eddie Jackson)
- Don Gibb (Herman l'Allemand)
- Bubba Smith (Bailey)
- F. William Parker (arz) (Stinson)
- Sarah Koskoff (Veronica Dent)
- Herbert Edelman (Riggins)

- Pete n'apparaît pas dans cet épisode.
- Dick Butkus endosse son costume d'Earl Dent pour la troisième et dernière fois.
- Herb Edelman joue son troisième personnage en autant d'épisodes. C'est également sa dernière apparition dans la série.
- Après Marion Ramsey dans l'épisode Le testament de Harry (6.07),  un autre acteur de la saga Police Academy tient un rôle dans la série : Bubba Smith.

### Épisode 11:Les Mauvais Garçons
- États-Unis : 16 décembre 1991 sur ABC
- France : 24 mai 1992 sur Antenne 2

- Margaret Avery (Regina Jeffries)
- Garvin Funches (Brian Jeffries)
- Tommy Morgan (Player G.)
- Vonte Sweet (Kelvin Jeffries)
- Lee Weaver (en) (Stumpy)
- Larry Wilcox (Minton)

### Épisode 12:Les Marchands de sommeil
- États-Unis : 30 décembre 1991 sur ABC
- France : 28 juin 1992 sur Antenne 2

- Richard Coca (Lobo)
- Kathleen Freeman (Rose Magruta)
- Ruth Manning (Helen Dabney)
- Betty Carvalho (Gloria Diaz)
- Stanley Kamel (Victor Kasanti)
- John Considine (en) (Andrew Lawton)
- Charles Dierkop (Mo Nimitz)

- Pete n'apparaît pas dans cet épisode.
- John Considine joue son troisième et dernier rôle dans la série. Il aura également écrit quatre épisodes et un téléfilm de MacGyver.

### Épisode 13:Envoyé spécial
- États-Unis : 25 avril 1992 sur ABC
- France : 12 juillet 1992 sur Antenne 2

- Michele B. Chan (en) (Mei Jan)
- Keone Young (Chung)
- Dalton James (Sam Malloy)
- Henry Kingi (Po)

- Dernière apparition de Dana Elcar dans la série dans son rôle de Peter Thornton.
- Michele B. Chan (en) reprend son rôle de Mei Jan après son apparition dans l'épisode Entrée en fac (5x07).
- Keone Young joue un deuxième rôle dans la série, après avoir joué Zhao dans l'épisode Entrée en fac (5x07).
- Cet épisode est le dernier réalisé de la série, MacGyver remerciant les fans à la fin de l'épisode, mais il sera finalement diffusé avant La fontaine de jouvence.

### Épisode 14:La Fontaine de jouvence
- États-Unis : 21 mai 1992 sur ABC
- France : 5 juillet 1992 sur Antenne 2

- Roya Megnot (Mukti)
- Ned Romero (en) (Baba)
- Alex Colón (Samad)
- George Cheung (Dr Liang)

- Cet épisode est le dernier diffusé de la série.
- Pete n'apparaît pas dans cet épisode.
- George Cheung fait sa troisième apparition. Il aura joué dans le second épisode (Le triangle d'or) et dans celui-ci, le dernier diffusé.
- Bruce McGill reviendra en tant que détective dans la nouvelle version de MacGyver (S2-E11).